# 충청북도의 국가등록문화유산
대한민국의 국가등록문화재 가운데 충청북도에 있는 국가등록문화재는 다음의 목록과 같다.
| 번호  | 사진 | 명칭                                                          | 소재지                                                 | 관리자 (단체)       | 지정일                | 참조 |
| 6호   |      | 청주 대성고등학교 본관 (淸州 大成高等學校 本館)               | 충북 청주시 상당구 내덕 2동 261 외                     | 청주시              | 2002년 2월 28일 지정  |      |
| 7호   |      | 옥천성당 (沃川聖堂)                                           | 충북 옥천군 옥천읍 삼양리 158-2                        | 옥천군              | 2002년 2월 28일 지정  |      |
| 8호   |      | 대한성공회 진천성당 (大韓聖公會 鎭川聖堂)                     | 충북 진천군 진천읍 읍내리 63-10                        | 진천군              | 2002년 2월 28일 지정  |      |
| 9호   |      | 청주 문화동 일·양 절충식 가옥 (淸州 文化洞 日·洋 折衷式 家屋) | 충북 청주시 상당구 대성로122번길 18 (문화동)           | 청주시              | 2002년 2월 28일 지정  |      |
| 47호  |      | 영동 추풍령역 급수탑 (永同 秋風嶺驛 給水塔)                   | 충북 영동군 추풍령면 추풍령로 447, , 336-24 (추풍령리) | 한국철도시설공단    | 2003년 1월 28일 지정  |      |
| 55호  |      | 청주 충청북도청 본관 (淸州 忠淸北道廳 本館)                   | 충북 청주시 상당구 문화동 89                           | 충청북도            | 2003년 6월 30일 지정  |      |
| 56호  |      | 대한통운 제천영업소 (大韓通運 堤川營業所)                     | 충북 제천시 화산동 238-9 외 2필지                      | 제천시              | 2003년 6월 30일 지정  |      |
| 57호  |      | 옥천 죽향초등학교 구 교사 (沃川 竹香初等學校 舊 校舍)         | 충북 옥천군 옥천읍 향수1길 26 (문정리)                 | 충청북도 옥천교육청 | 2003년 6월 30일 지정  |      |
| 58호  |      | 진천 덕산양조장 (鎭川 德山釀造場)                             | 충북 진천군 덕산읍 초금로 712, 외 1필지 (용몽리)       | 진천군              | 2003년 6월 30일 지정  |      |
| 59호  |      | 영동 노근리 쌍굴다리 (永同 老斤里 雙窟다리)                   | 충북 영동군 황간면 노근1길 3-2 (노근리)                | 한국철도시설공단    | 2003년 6월 30일 지정  |      |
| 65호  |      | 제천 엽연초생산조합 구 사옥 (堤川 葉煙草生産組合 舊 社屋)     | 충북 제천시 의병대로12길 8, , 158-3 (명동)             | 제천시              | 2003년 9월 27일 지정  |      |
| 144호 |      | 괴산군수 관사 (槐山郡守 官舍)                                 | 충북 괴산군 괴산읍 동부리 551                          | .                   | 2004년 12월 31일 지정 |      |
| 273호 |      | 제천 엽연초수납 취급소 (堤川 葉煙草收納 取扱所)               | 충북 제천시 의병대로12길 14-1, 외 1필지 (명동)         | 한국자산 관리공사   | 2006년 9월 19일 지정  |      |
| 297호 |      | 영동 심천역 (永同 深川驛)                                     | 충북 영동군 심천면 심천로5길 5-1, 외 (심천리)          | .                   | 2006년 12월 4일 지정  |      |
| 320호 |      | 국가표준 도량형 유물 (國家標準 度量衡 遺物)                   | 충청북도 음성군 이수로 93 기술표준원 계량박물관        | 기술표준원          | 2006년 12월 4일 지정  |      |
| 350호 |      | 구 청주공립보통학교 강당 (舊 淸州公立普通學校 講堂)           | 충북 청주시 상당구 교서로 45 (영동)                    | 교육감              | 2007년 9월 21일 지정  |      |
| 351호 |      | 청주 대성여자중학교 강당 (淸州 大成女子中學校 講堂)           | 충북 청주시 상당구 수동 396-1                          | .                   | 2007년 9월 21일 지정  |      |
| 352호 |      | 청주 구 충북산업장려관 (淸州 舊 忠北産業奬勵館)               | 충북 청주시 문화동 89-4                                | .                   | 2007년 9월 21일 지정  |      |
| 353호 |      | 청주 충청북도지사 구 관사 (淸州 忠淸北道知事 舊 官舍)         | 충북 청주시 상당구 대성로122번길 67 (수동)             | .                   | 2007년 9월 21일 지정  |      |
| 354호 |      | 괴산중학교 구 본관 (槐山中學校 舊 本館)                       | 충북 괴산군 괴산읍 괴산로 3527 (대사리)                |                     | 2007년 9월 21일 지정  |      |
| 355호 |      | 청주 동부배수지 제수변실 (淸州 東部配水池 制水弁室)           | 충북 청주시 상당구 용담로 43 (대성동)                  |                     | 2007년 9월 21일 지정  |      |
| 411호 |      | 국산 1호 항공기 부활 (國産 一號 航空機 ‘復活’)                | 충북 청원군 남일면 쌍수리 136                          |                     | 2008년 10월 1일 지정  |      |
| 462호 |      | 대한민국 최초 항공기(L-4 연락기)                              | 충북 청원군 남일면 쌍수리 136 공군박물관               | .                   | 2010년 6월 25일 지정  |      |
| 556호 |      | 전기로                                                        | 충북 음성군 영산로 360                                 | 철박물관            | 2013년 8월 27일 지정  |      |
| 661호 |      | 의병장 유인석 심의                                            | 충북 제천시 봉양읍 의암로 566-7                        | 제천의병전시관      | 2016년 6월 21일 지정  |      |